# BAKUNOYA
BAKUNOYAは台湾の漫画家グループ。先先（SHEN）と阿颯（ASA）の両名により2009年に結成された。
中学時代からお互いにイラストによる交歓を行い、大学卒業後にグループを結成した。いままで料理関係やファンタジーに関係する作品を中心に発表する。2009年には『FLAVORS魔廚』により2000年度行政院新聞局ストーリー漫画賞金賞及び最優秀ストーリー賞を受賞している。

## 作品
- 『FLAVORS魔廚』（全一册）
- 『雪夜の雷－THUNDERSNOW』（同人活動で発表した短編）
- 『臨時予約ー陰陽堂』（Creative Comic Collection 創作集で連載した）[1]
- 『吸血犬ジェラーGERA』（同人活動で発表した短編）